# Heustreu
Heustreu é um município da Alemanha, situado no distrito de Rhön-Grabfeld, no estado da Baviera. Tem 10,56 km² de área, e sua população em 2019 foi estimada em 1.291 habitantes.